# Editrice La Scuola
Editrice La Scuola è una casa editrice italiana fondata a Brescia nel 1904. Si occupa essenzialmente di temi filosofici, psicopedagogici, didattici e metodologici, ed è alla testa di un gruppo editoriale che comprende marchi storici come Cappelli, Edizioni Studium e Morcelliana, i quali operano in settori specifici di approfondimento culturale.

## Storia
Nel 1904 l'avvocato Luigi Bazoli, Giorgio Montini (padre del futuro papa Paolo VI), Niccolò Rezzara e Angelo Zammarchi (grande amico di Padre Agostino Gemelli) fondano a Brescia la casa editrice La Scuola. L'intento iniziale è quello di dare sostegno a una delle più antiche riviste scolastiche italiane, Scuola Italiana Moderna, fondata da Giuseppe Tovini nel 1893.
A partire dal 1921 la casa editrice instaura un rapporto sistematico di collaborazione con l'Università Cattolica del Sacro Cuore di Milano. Tale rapporto era destinato a intensificarsi e ad arricchirsi di opere rivolte anche agli studi universitari, fino a propiziare l'apertura di una sede succursale dell'ateneo cattolico nella città di Brescia.
Nel 2012 la casa editrice collabora con l'Università degli Studi di Brescia dando origine a Brixia University Press: dapprima come marchio editoriale poi divenuto, tra il 2016 e il 2017, un editore autonomo in seno all'ateneo.
Nell'ottobre 2016 la casa editrice, decisa a concentrarsi sul settore scolastico, cede alla Morcelliana il ricco catalogo della saggistica. Alla fine del 2017 stringe un accordo esclusivo per la distribuzione del catalogo Hachette FLE (Francais Langue Etrangère) sul mercato italiano. Nel maggio 2018 rileva l'intero capitale della SEI di Torino, la società nata nel maggio 1908 per iniziativa di un gruppo di cooperatori salesiani e specializzata nell'editoria scolastica.

## Collane edEnciclopedia pedagogica
Il catalogo presenta varie collane editoriali di filosofia, psicologia, pedagogia, didattica e metodologia, letteratura italiana, latina e straniera, legislazione scolastica, eccetera. Tra le opere di respiro enciclopedico spicca la Enciclopedia pedagogica in sei volumi più un volume di Appendice, diretta da Mauro Laeng.
Tra i collaboratori, di lunga data ed attuali, la casa editrice annovera filosofi, pedagogisti e altri studiosi come Aldo Agazzi, Evandro Agazzi, Marco Agosti, Dario Antiseri, Giovanni Reale, Emanuele Severino, Cesare Scurati, Norberto Galli, Luciano Pazzaglia e molti altri.

## Le riviste
Alla storica rivista Scuola Italiana Moderna (1883) dedicata alla scuola primaria, si affiancarono successivamente Scuola Materna nel 1913, il Supplemento Pedagogico fondato nel 1933, che in seguito cambiò testata divenendo Pedagogia e Vita, ed ancora la rivista Scuola e Didattica nel 1954, consacrata alla secondaria di primo grado ed infine nel 1982 la Nuova Secondaria, concepita per quella di secondo grado. Questi periodici, tuttora operativi, sono strumenti di formazione e di aggiornamento dei docenti. Ad essi si aggiungono altre testate storiche di livello scientifico e di periodicità annuale, come Annali di storia dell'educazione, Maia - Rivista di letterature classiche.
Al 2006 risultano ben dodici le riviste divulgate dalla casa editrice, le quali spaziano dalla pedagogia alla didattica, alla formazione professionale, affrontando analogamente tematiche concernenti la famiglia e la scuola d’ogni ordine e grado.